# باشگاه فوتبال والویک
باشگاه فوتبال والویک (انگلیسی: RKC Waalwijk) یک باشگاه فوتبال در شهر وال‌ویک، هلند است.
این باشگاه که در سال ۱۹۴۰ تاسیس شده سابقه دو قهرمانی در لیگ دسته اول فوتبال هلند را در کارنامه دارد.